# Luigi Mayer

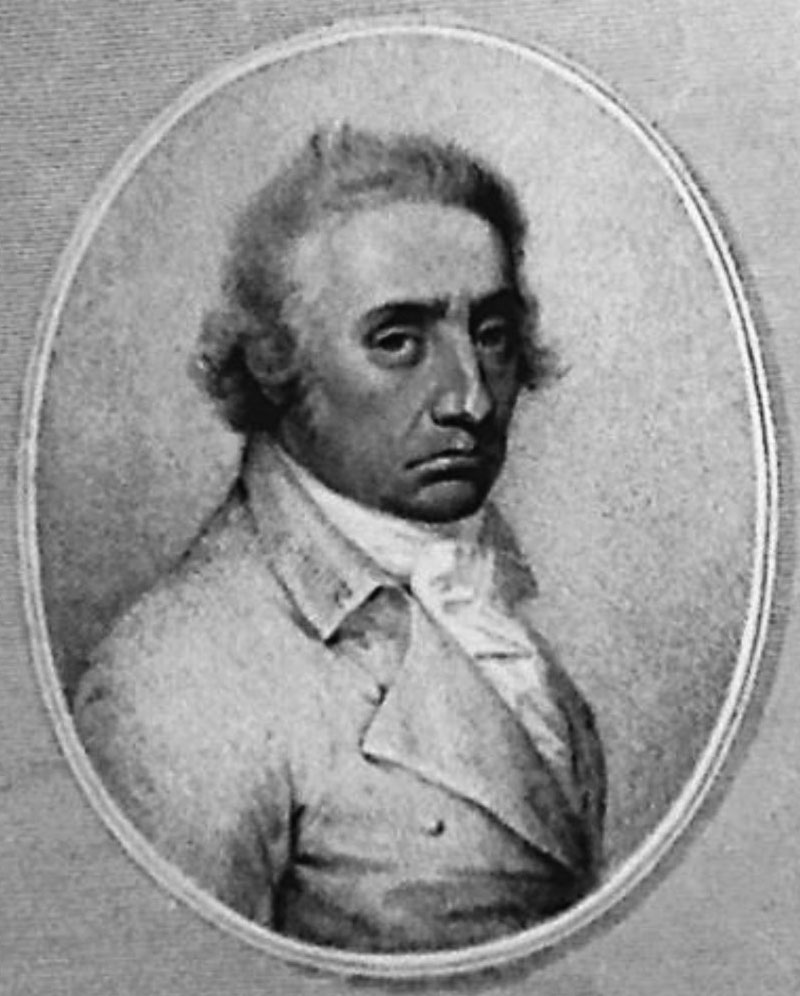
Luigi Mayer

Luigi Mayer, auch Ludwig Mayer oder Aloysius Mayer (* 1. März 1755 in Italien; † 1. Januar 1803 in London), war ein italienischer Zeichner und Maler deutscher Abstammung. Er gilt als der bedeutendste Reisemaler im Osmanischen Reich des ausgehenden 18. Jahrhunderts.

## Leben

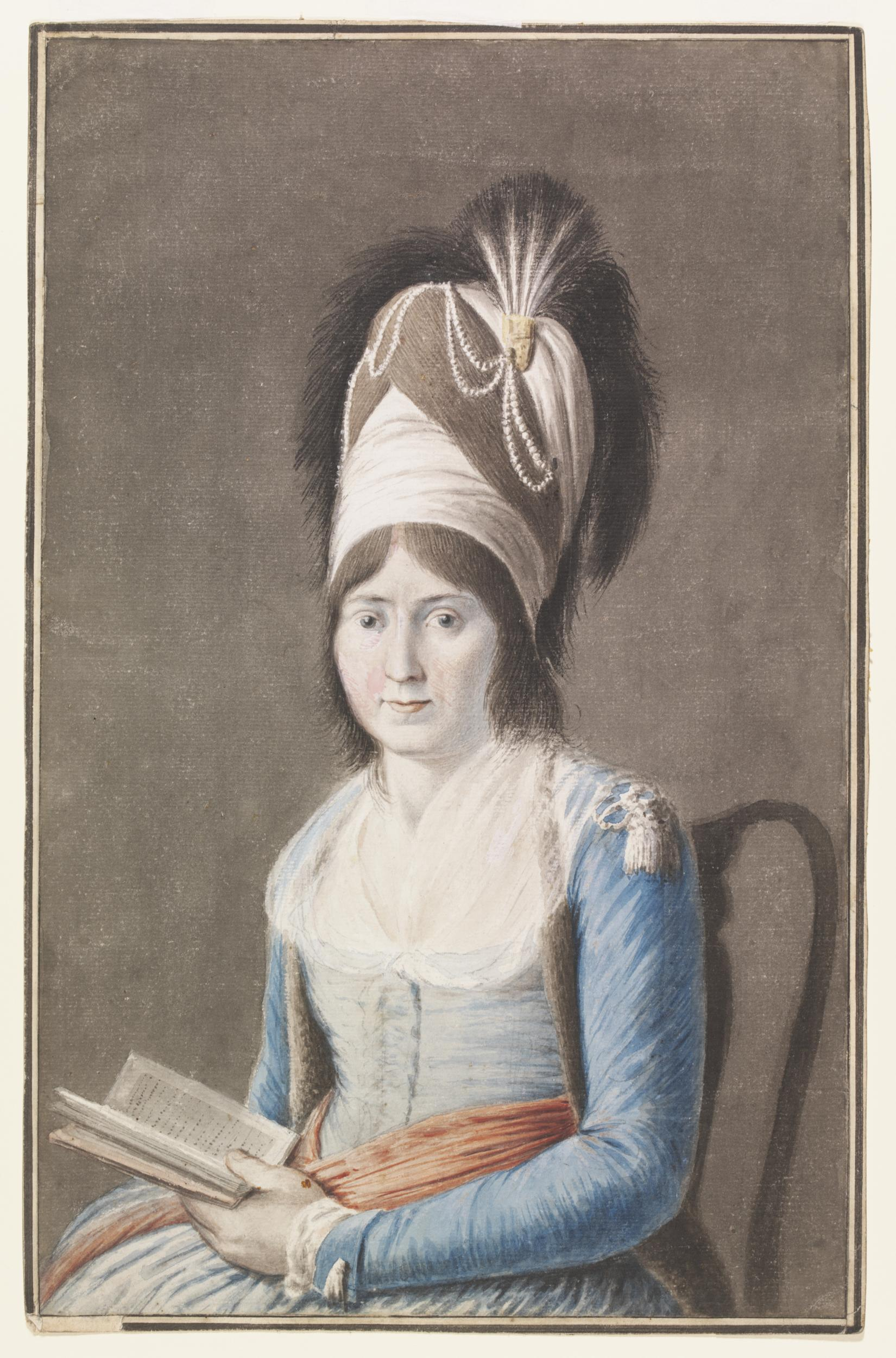
Clara Barthold Mayer, 1799, Bildnis der Ehefrau mit osmanischem Turban

Mayer war vermutlich deutscher Abstammung und wurde in Italien geboren. Er signierte seine Werke als Luigi Mayer Romano bzw. als Aloysius Mayer Romanus. In Rom, wo er mehrere Jahre lebte, ist er 1771 als Schüler der Accademia di San Luca greifbar. Dort erhielt er wohl auch bei Giovanni Battista Piranesi eine künstlerische Ausbildung. 
Danach arbeitete er für Ferdinand IV. von Neapel und für Ignazio Paternò Castello, den Fürsten von Biscari (1719–1786). Zusammen mit Jean-Pierre Houël bereiste er Sizilien. Als Freund von Sir Robert Ainslie (≈1730–1812), dem britischen Gesandten an der Hohen Pforte von 1776 bis 1792, schuf er ab etwa 1776 eine Reihe von Gemälden und Zeichnungen mit Ansichten von Bauwerken im Osmanischen Reich und in Barbareskenstaaten, die er bis 1794 auf Kosten Ainslies ausgiebig bereiste.
Seine Ansichten von Ländern des Balkans, Griechenlands, Kleinasiens und verschiedener arabischer Teile des Osmanischen Reichs einschließlich Palästinas und Ägyptens sowie osmanischer Regentschaften des Maghreb, die ab 1801 in verschiedenen Veröffentlichungen erschienen, machten ihn als Orientalisten weit bekannt und vermitteln eine historisch bedeutende Anschauung über Landschaften, Veduten, Bauwerke sowie das Leben der Menschen im Osmanischen Reich des ausgehenden 18. Jahrhunderts.
Bei seiner Arbeit unterstützte ihn seine Assistentin und Ehefrau Clara Barthold Mayer, wohl die Tochter eines aus der Schweiz gebürtigen Dragomans Ainslies, die auch eigene Gemälde schuf. Das Paar, das in Konstantinopel geheiratet hatte, zog 1794 nach London, wo es am Portman Square ein Haus besaß. Clara Barthold Mayer setzte nach dem Tod ihres Gatten die von ihrem Mann begonnenen Veröffentlichungen fort.

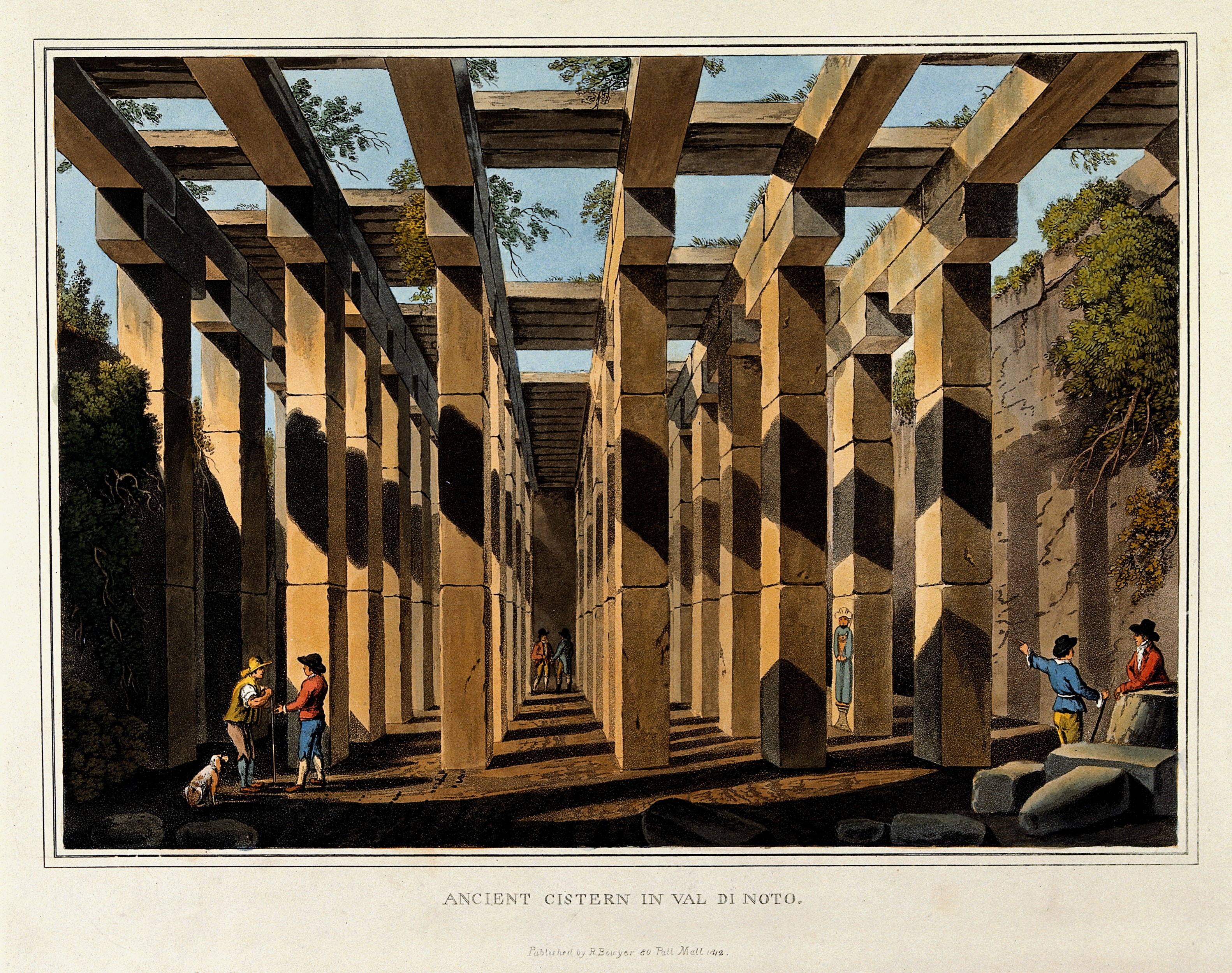
Antike Zisternen in Val di Noto, Sizilien
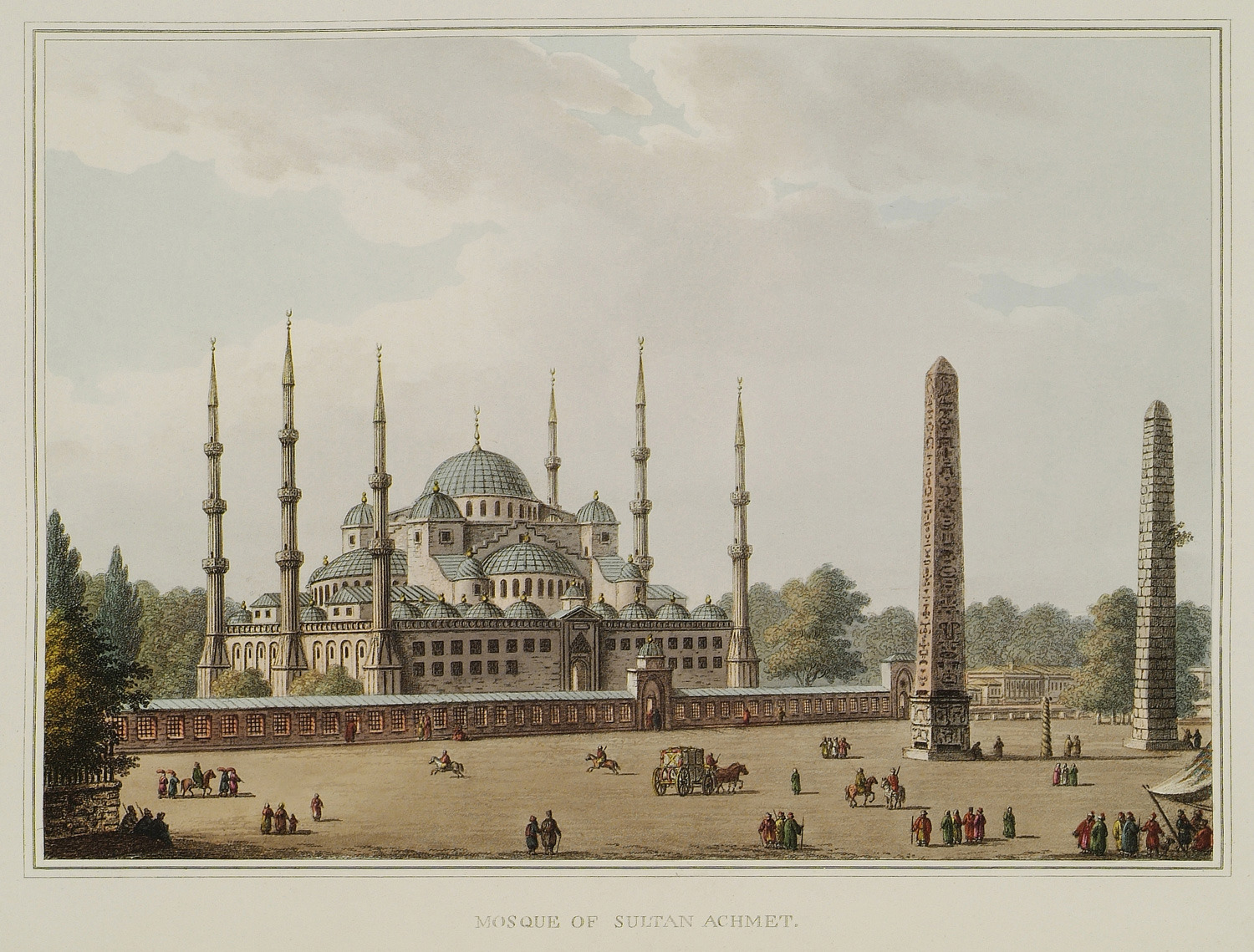
Sultan-Ahmed-Moschee, Istanbul
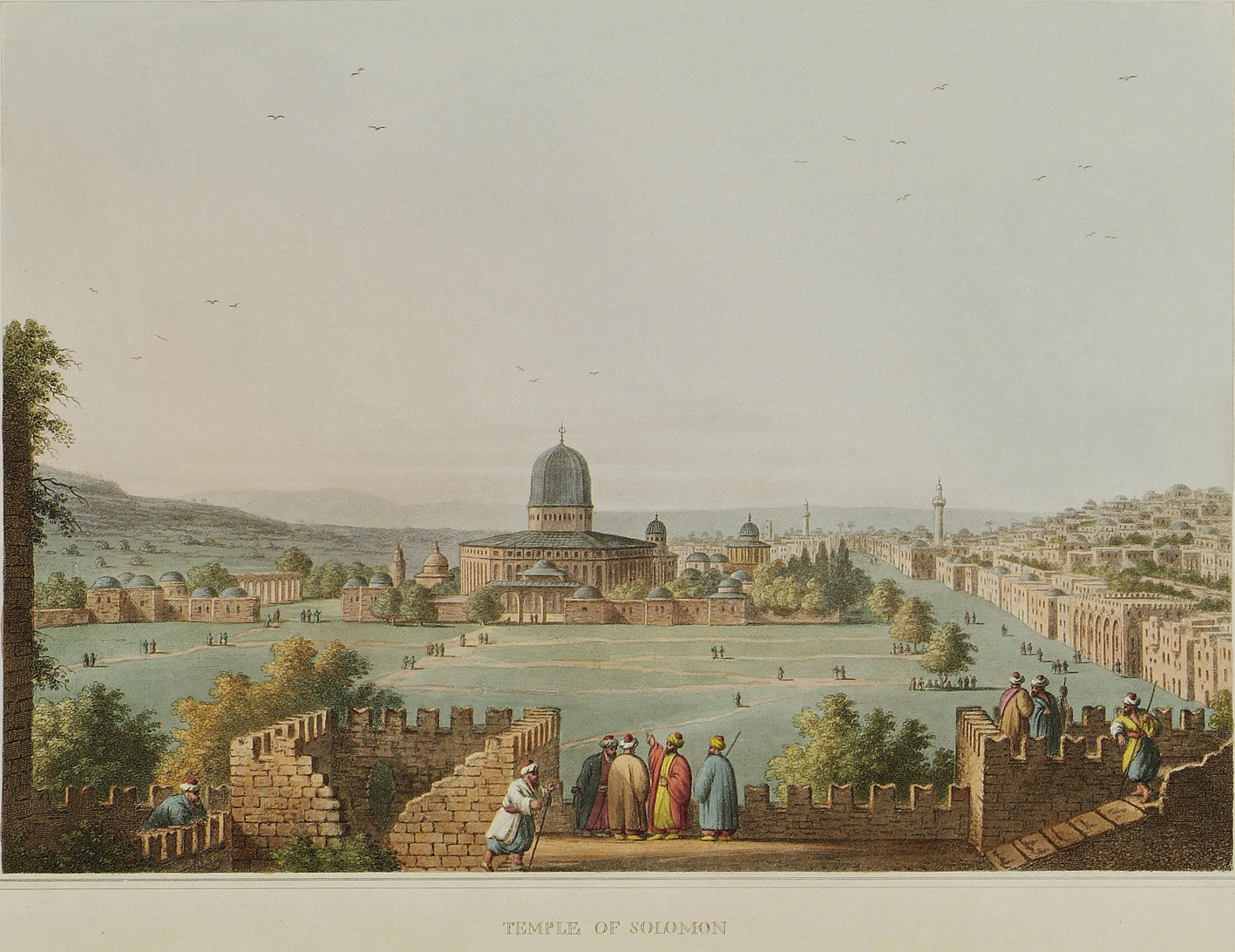
Plateau auf dem Tempelberg mit Felsendom, Jerusalem